# THE 歴史列伝〜そして傑作が生まれた〜
『THE歴史列伝 〜そして傑作が生まれた〜』（ザ れきしれつでん そしてけっさくがうまれた）は、2014年4月11日から2016年3月25日まで、BS-TBSで放送されていた教養番組。

## 内容
歴史に残る傑作を生みだした偉人たちの生き様に迫る。毎回偉人に関するゲストを迎えて放送するスタジオ録画形式。

## 出演者
- 列伝コレクター：六平直政
- 佐藤渚（TBSアナウンサー）

## スタッフ
- ナレーター:池水通洋
- 声の出演:青二プロダクション
- 撮影:杉中敏行、小屋畑晃洋、野澤慎二、伊東慎治、安田浩一、堀越希美恵、杉山悟
- VE:松田信哉
- 照明:斉藤直樹
- 美術:森健彦
- デザイン:楠川浩之
- メイク:金本良英
- 衣装:加藤優佳
- 編集:福田豊、宇田川健、杉本佳子
- 映像技術:小俣孝行、奈雲正樹
- 音楽:玉井実
- MA:菅野友和
- 番組宣伝:名塚豊（BS-TBS）
- イラスト:宇山つむぎ
- リサーチ:尾沼宏星
- 構成:木村仁
- AP:福士玲子
- FD:新山正彰
- ディレクター:関
- 総合演出:加藤秀章、立川修治　他
- プロデューサー:山本玲実（テレコムスタッフ）
- 総合プロデューサー:浦城義明（BS-TBS）
- 製作著作:BS-TBS、テレコムスタッフ

## 再放送
BS-TBS 毎週金曜日 23:00 - 23:54（2017年4月7日 - ） ※放送回は順不同